# AU del Microscopi
AU del Microscopi (AU Mic / HD 197481 / GJ 803) és un estel en la constel·lació del Microscopi que es troba a 32,4 anys llum de distància del sistema solar. De magnitud aparent +8,61, visualment es troba al nord-oest de α Microscopii, al sud-oest d'ω Capricorni, al sud de Dabih (β Capricorni) i a l'est d'Askella (ζ Sagittarii).

## Característiques físiques
AU del Microscopi és una nana vermella de tipus espectral M1Ve amb una temperatura efectiva de 3730 K. És un estel jove de sols 12 milions d'anys, menys del 1 % de la del Sol. Té només la meitat de la massa del Sol i una desena part de la seva lluminositat. És membre de l'Associació estel·lar de β Pictoris i, igual que β Pictoris, es troba envoltada per un disc de pols circumestelar. Probablement forma un sistema triple amb l'estel binari AT del Microscopi, situat a sols 1,18 anys llum.
AU del Microscopi presenta una variació de lluentor gairebé sinusoidal amb un període de 4,865 dies. No obstant això, l'amplitud d'aquesta variació canvia lentament amb el temps; la variació en banda V era de 0,3 magnituds en 1971, disminuint a 0,1 magnituds per 1980.
D'altra banda, les observacions d'AU del Microscopi en tot l'espectre electromagnètic han posat de manifest que és un estel fulgurant en totes les longituds d'ona compreses entre ones de radi i raigs X.
Les fulguracions d'AU del Microscopi van ser identificades per primera vegada en 1973.

## Disc circumestelar de pols
AU del Microscopi posseeix un disc circumnestel·lar de pols, orientat de perfil respecte a l'observador terrestre, el radi del qual és d'almenys 200 UA.
La relació entre les masses del gas i de la pols en el disc no és superior a 6:1, molt per sota del valor primordial assumit de 100:1, per la qual cosa el disc és qualificat com a "pobre en gas".
S'estima que la massa de la pols visible en el disc és almenys equivalent a la massa de la Lluna, mentre que els planetesimals més grans que han produït la pols han de tindre una massa almenys sis vegades major.
La distribució d'energia espectral del disc en longituds d'ona submil·limètriques indica la presència d'un forat a l'interior del disc que s'estén fins a 17 UA, mentre que les imatges de llum dispersada estimen que el radi d'aquest forat és de 12 UA. Per la seva banda, en combinar la distribució d'energia espectral amb el perfil de lluentor superficial s'obté un valor inferior per al radi del forat interior, entre 1 i 10 UA.

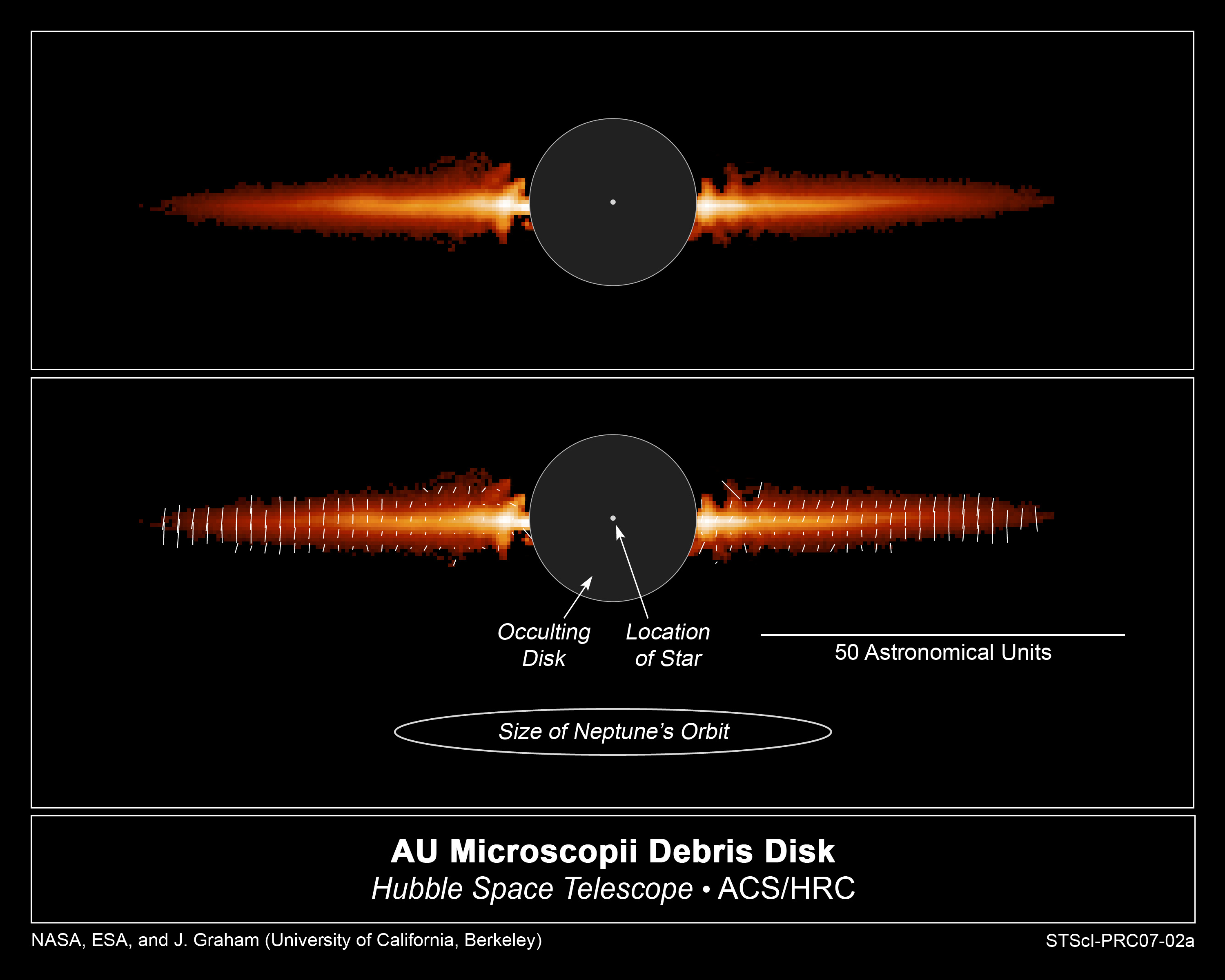
Imatge del disc circmnestelar que envolta a AU del Microscopi obtinguda amb el telescopi espacial Hubble.

La part interior del disc és asimètrica i mostra una estructura en les 40 UA més interiors. Aquesta estructura interna ha estat comparada amb la que podria esperar-se si el disc es veiés influenciat per cossos de major grandària o si hagués tingut lloc formació planetària recent.
La presència del forat interior, així com la seva estructura asimètrica, ha propiciat la cerca de planetes extrasolars en òrbita al voltant d'AU del Microscopi, sense que fins avui existeixi evidència de la seva existència.
No obstant això, estudis basats en observacions del telescopi espacial Hubble sostenen que el disc probablement conté embrions planetaris de la grandària de Plutó en creixement per formar cossos més grans.
La lluentor superficial del disc com a funció de la distància projectada b respecte a l'estrella, mostra una forma característica. Així, les 15 UA interiors del disc semblen tenir una densitat aproximadament constant. A partir d'b ≈ 15 UA, la densitat comença a disminuir; al principi aquesta disminució és lenta, d'acord amb b -α -on α ≈ 1,8 - però, a partir de b ≈ 43 UA, la brillantor cau més abruptament segons b -α, sent α ≈ 4,8.
El disc de pols entorn d'AU del Microscopi ha estat estudiat en diverses longituds d'ona, permetent obtenir diferent informació sobre el mateix. En longituds d'ona visibles, la llum observada és la llum estel·lar dispersada per les partícules de pols en la nostra línia de visió. Les observacions en aquestes longituds d'ona utilitzen un punt coronogràfic per bloquejar la llum que prové directament de l'estel, proporcionant imatges del disc en alta resolució.
Atès que la dispersió és deficient per a la llum de longitud d'ona més llarga que la grandària dels grans de pols, la comparació entre imatges a diferents longituds d'ona —espectre visible i infraroig proper, per exemple— dona informació sobre la grandària dels grans de pols que formen el disc.